# Moretto da Brescia

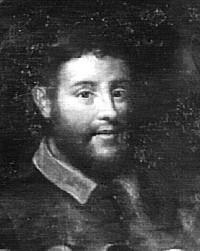
Zelfportret

Allessandro Bonvicino, ook bekend en signerend als Il Moretto da Brescia (Rovato, nabij Brescia, rond 1498 - Brescia, 1554) was een kunstschilder uit de Italiaanse renaissance. Meer in het bijzonder wordt hij gerekend tot de Venetiaanse School.

## Leven en werk
Moretto was afkomstig uit Brescia en woonde daar in een tijd van bloedige oorlogen, waarbij de stad in 1509 van Venetië overging naar Frankrijk en in 1512 weer terugkwam in Venetiaanse handen. Niettemin bracht Brescia in de eerste helft van de zestiende eeuw veel bekende kunstschilders voort, waaronder ook Moretto's latere leerling Giovanni Battista Moroni.
Moretto zelf leerde het schildersvak bij Floriano Ferramola, mogelijk ook bij Vincenzo Foppa, en onderging invloeden van Titiaan, Palma Vecchio, Giorgione en Giovanni Bellini. Samen met Lorenzo Lotto werkte hij in de Santa Maria Maggiore te Brescia en met Floriano Ferramola in de plaatselijke Dom. Behalve in Brescia was hij ook actief in Venetië en Padua.
Moretto's werk wordt gerekend tot de Venetiaanse School. Hij werd vooral bekend met zijn portretten en met religieuze werken, die hij bijna altijd in opdracht schilderde. Vaak maakte hij ook fresco's, veelal in kerken. Zijn werken kenmerken zich door een voor die tijd opvallende individualiteit in de expressie van de figuren, waarbij hij vaak een spel speelt met contrasten tussen licht en donker. Bijzonder is zijn gebruik van goud- en zilververf, met name in de texturen.
Werk van Moretto is te zien in tal van grote musea, zoals de Pinacoteca di Brera te Milaan, het Louvre te Parijs, de National Gallery te Londen, de Hermitage te Sint-Petersburg, het Kunsthistorisches Museum te Wenen en het Städel Museum in Frankfurt am Main.

## Galerie

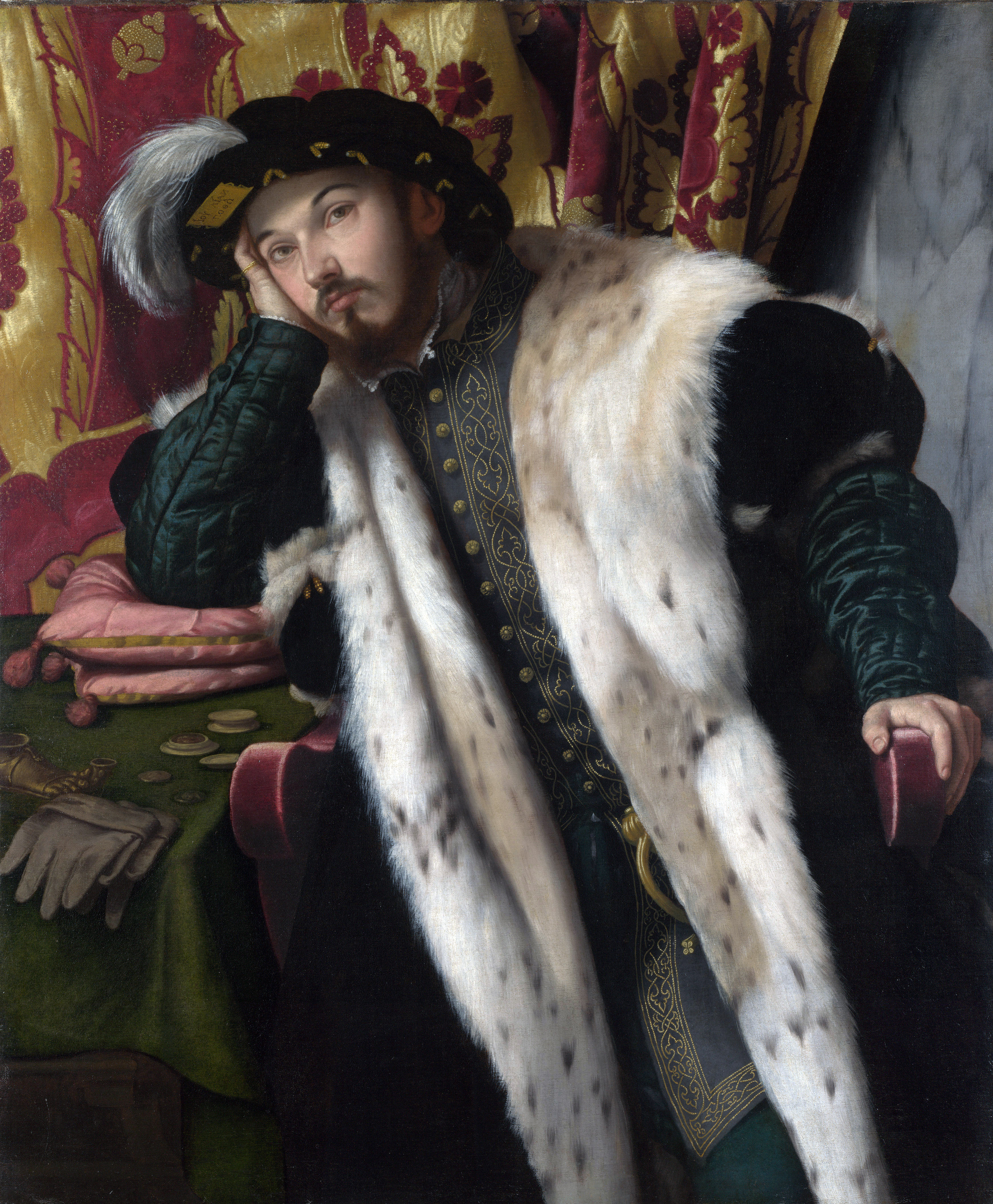
Portret van een jongeman
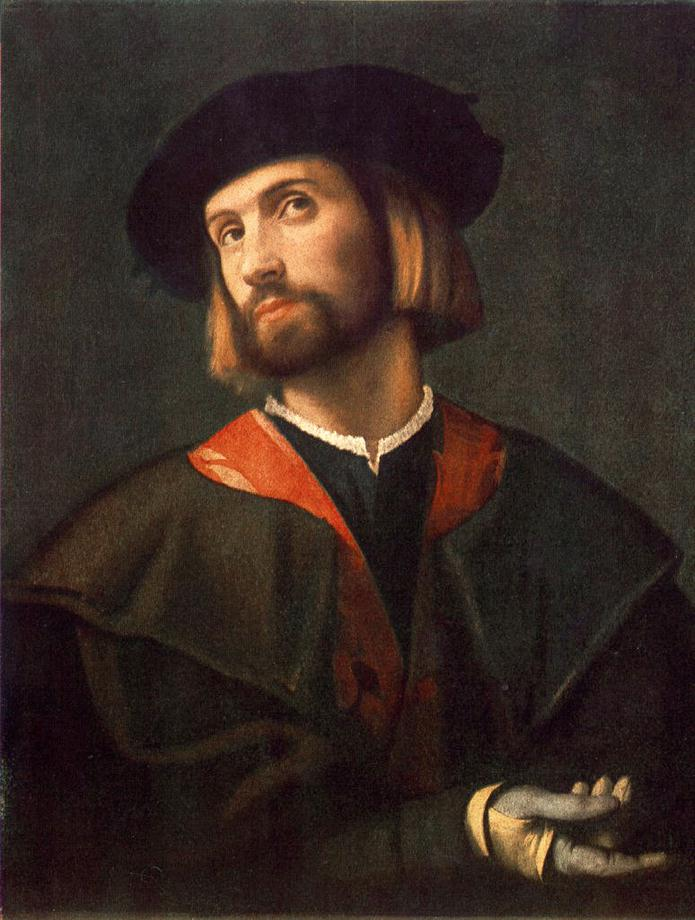
Portret van een man
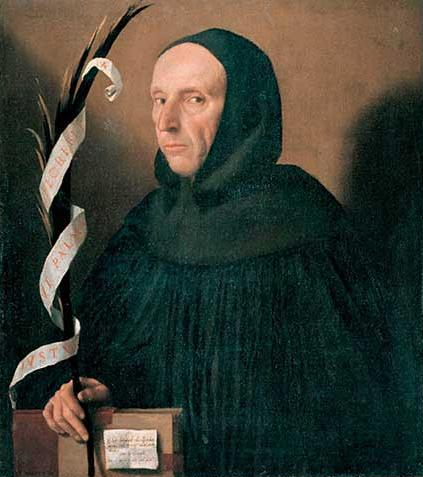
Portret van een Dominicaan als Girolamo Savonarola
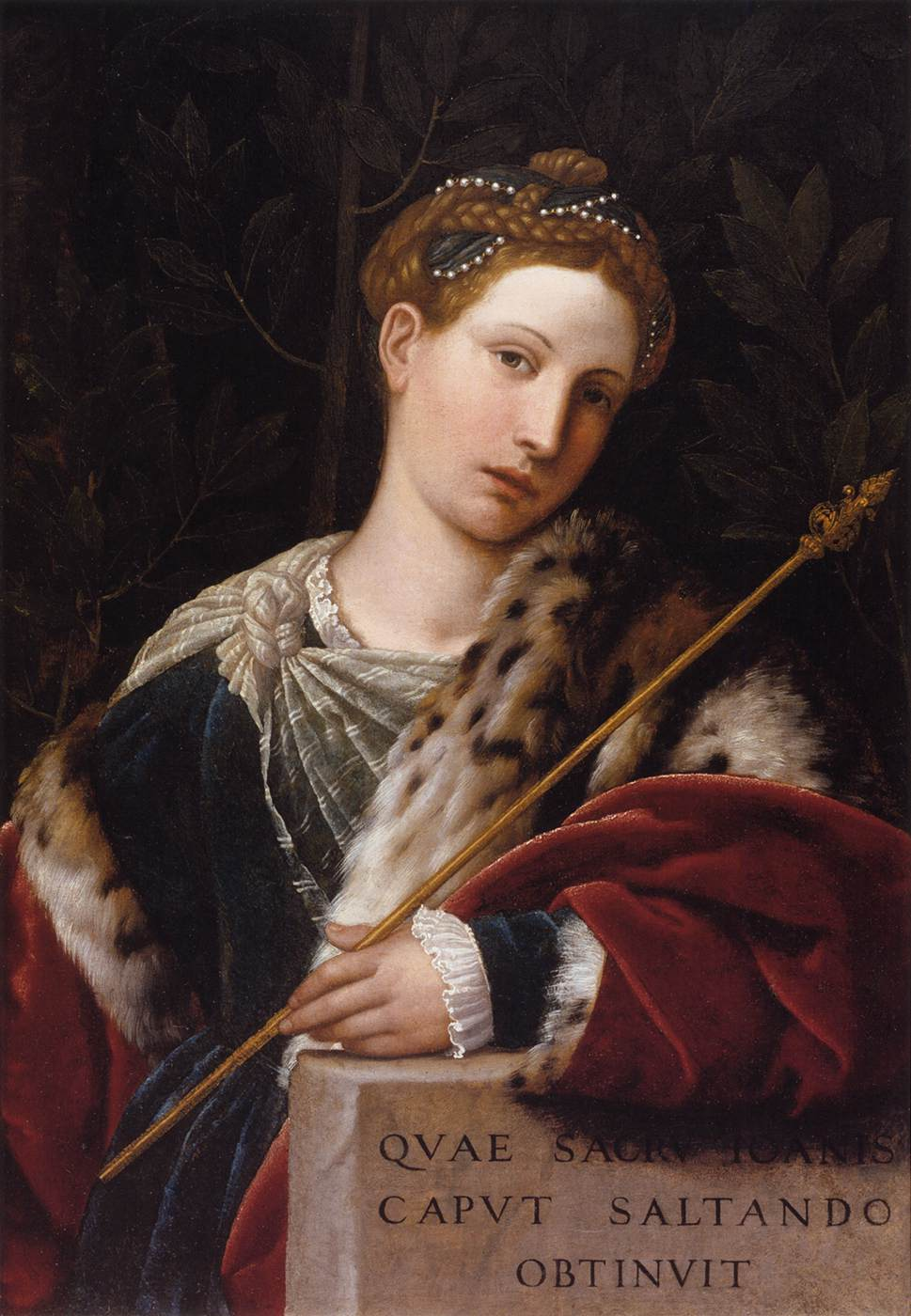
Portret van Tullia d'Aragona als Salomé
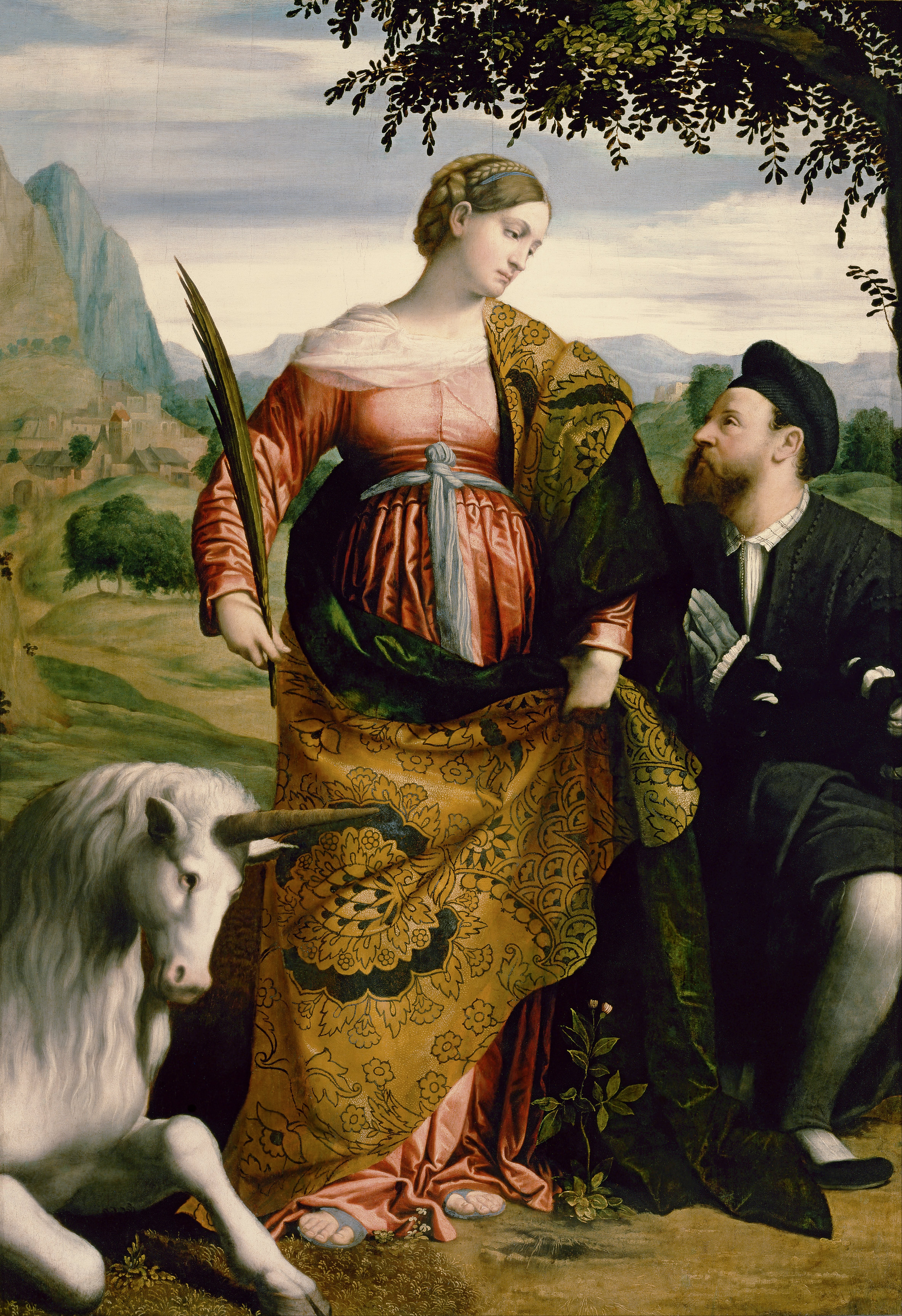
Sint Justina en de eenhoorn
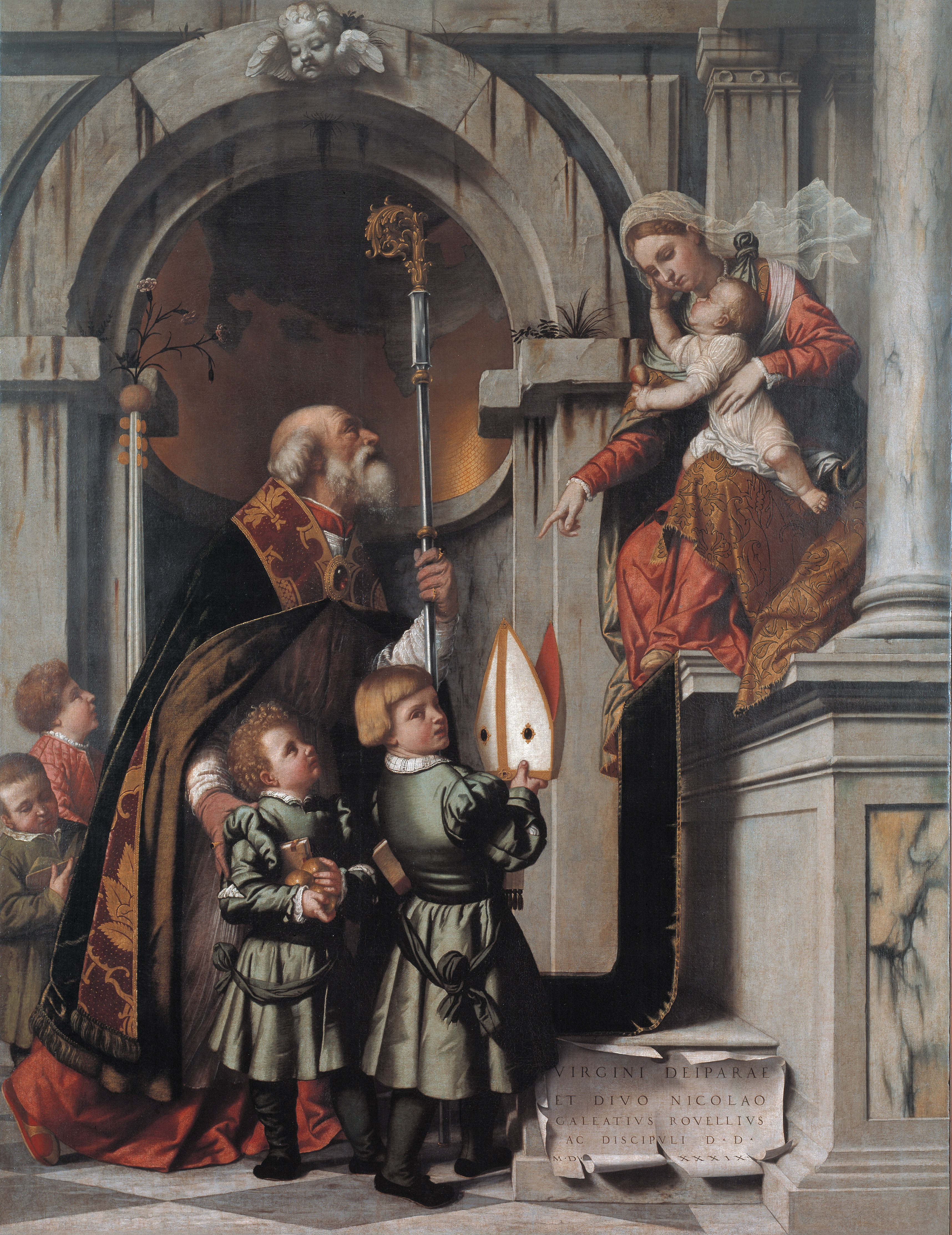
Sint Nicolaas van Bari met twee kinderen en de maagd
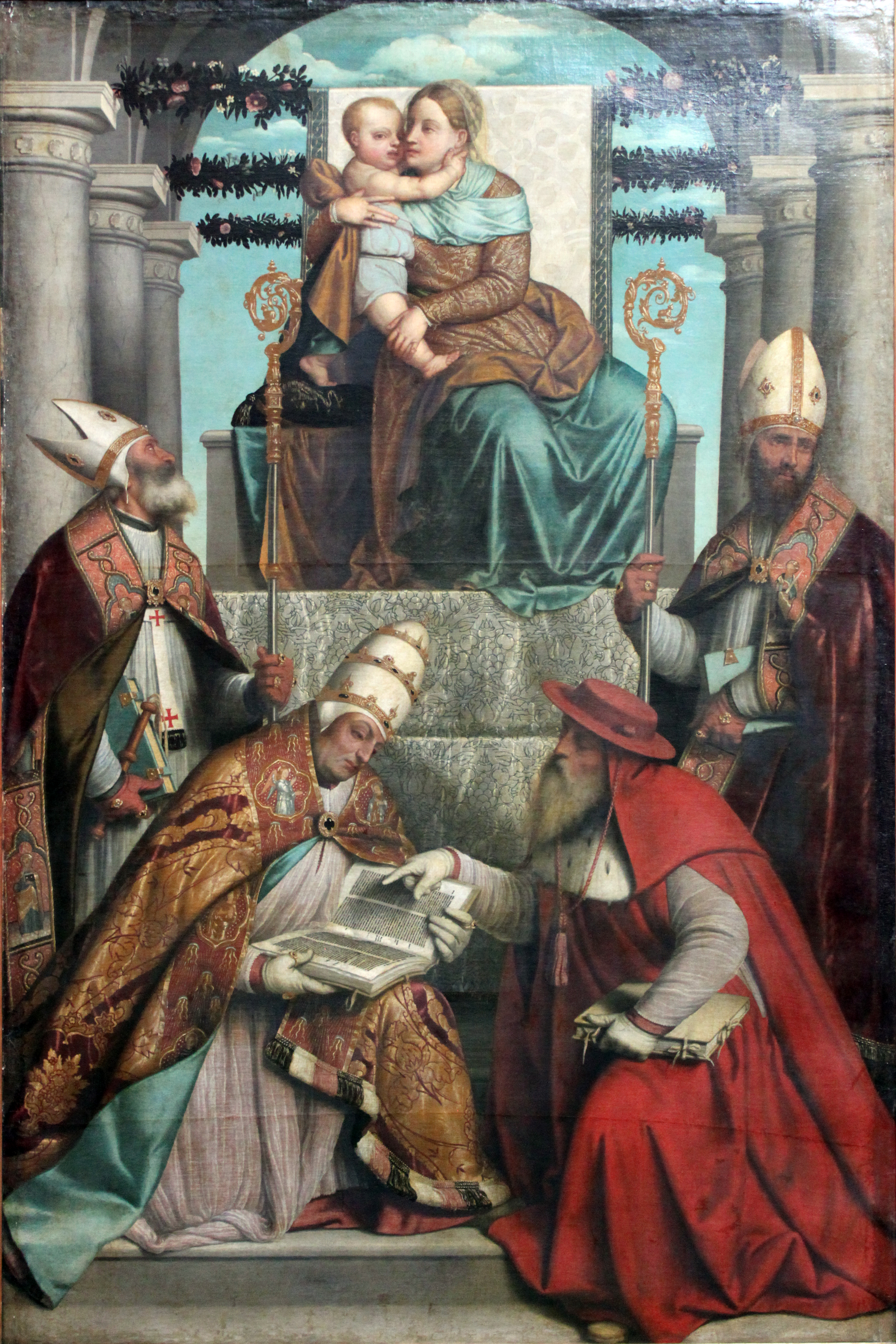
Madonna met kind en vier kerkvaders
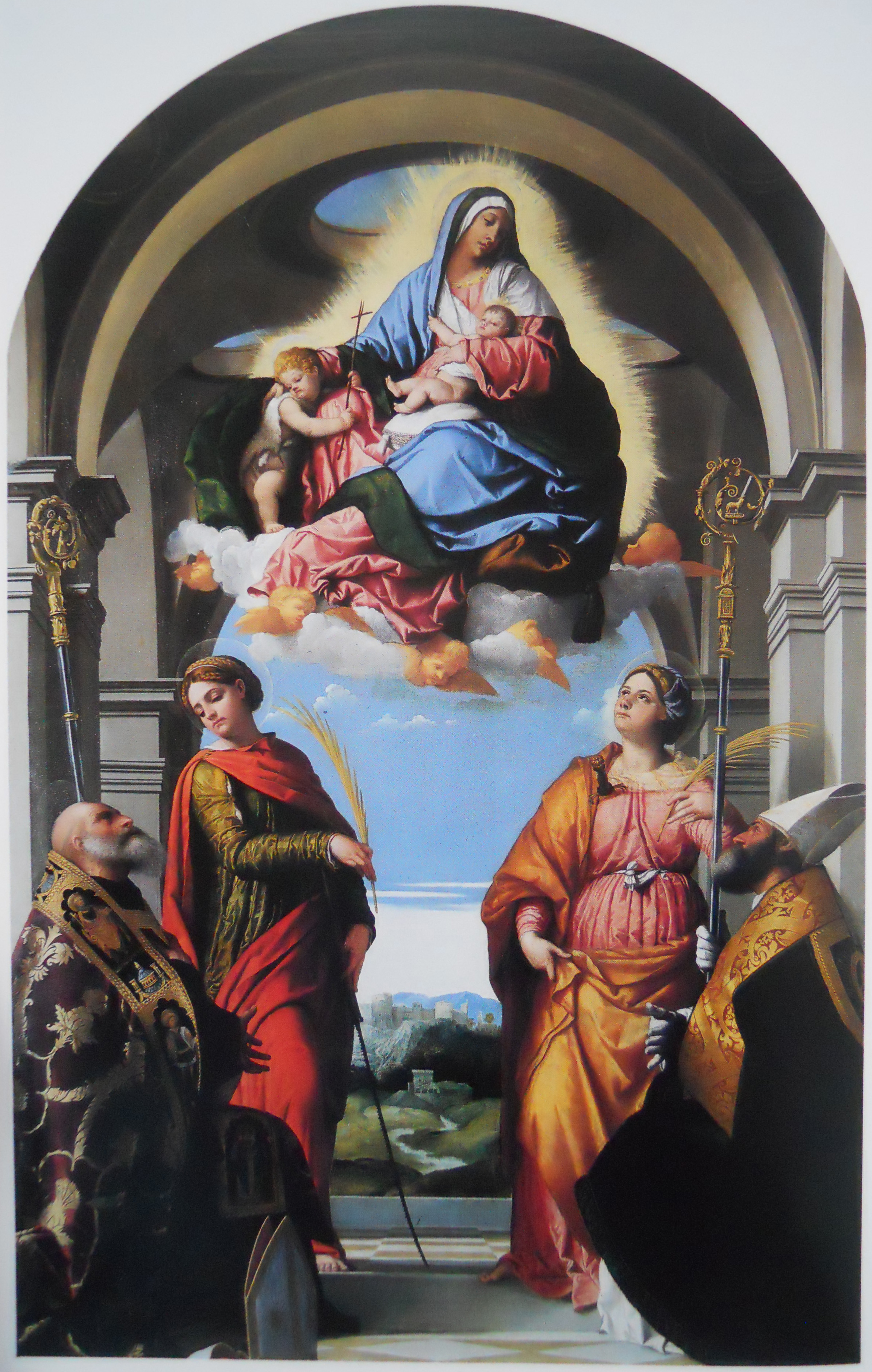
Madonna met kind en Johannes de Doper
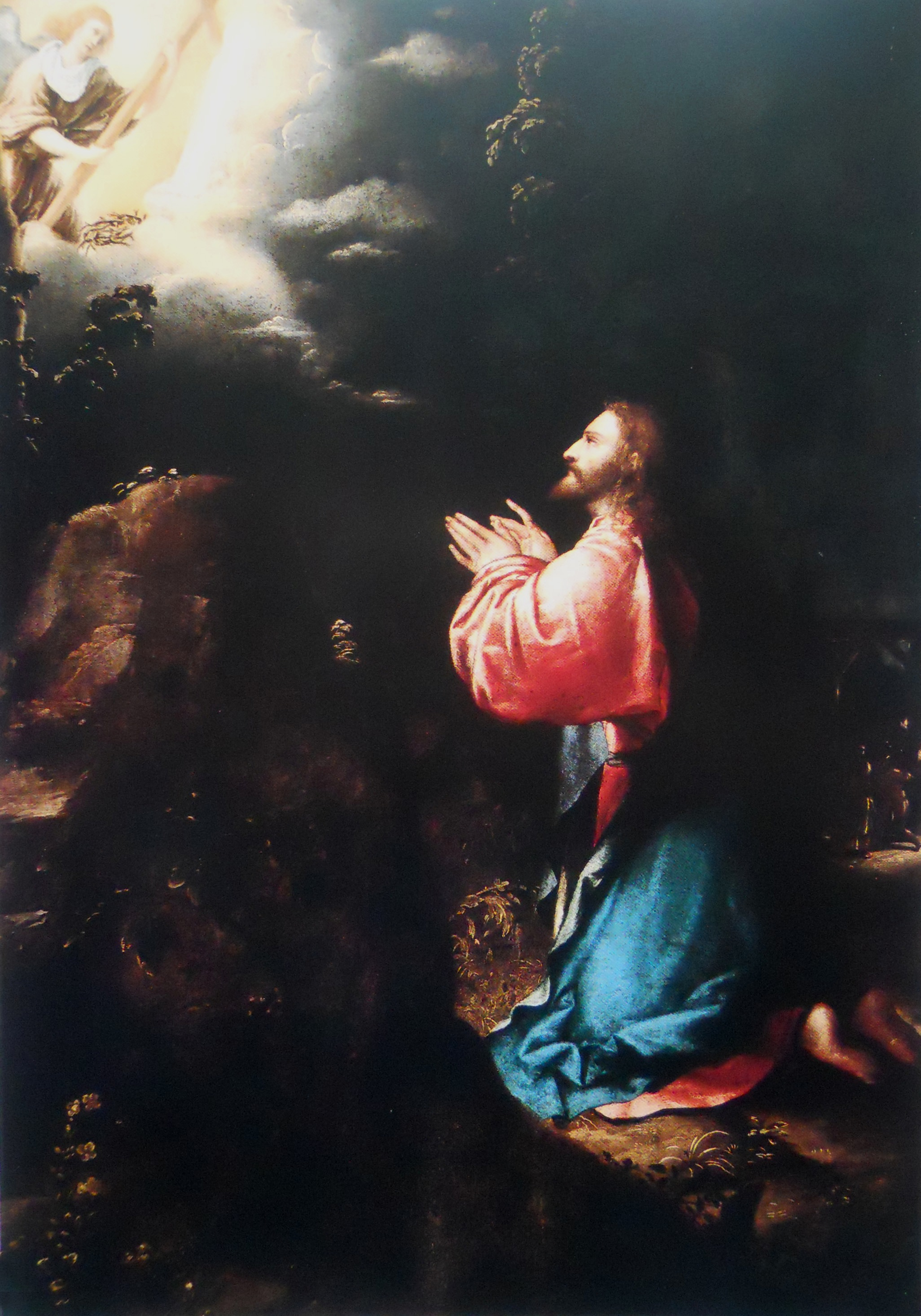
Jezus in gebed te Getsemane
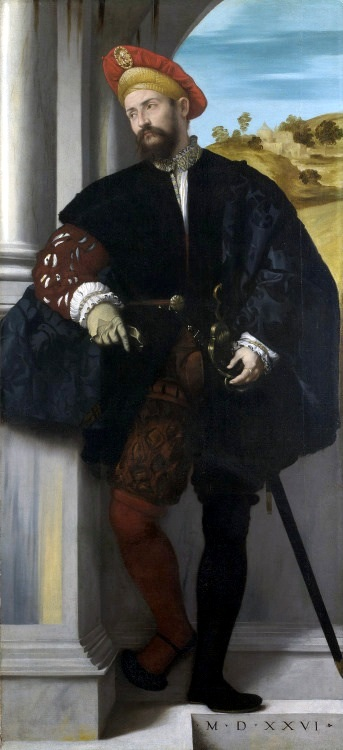
Portret van een man ten voeten uit